# Minériade
Minériade (mineriadă en roumain) est le terme générique employé pour désigner les six interventions violentes des mineurs roumains à Bucarest, à l'appel du pouvoir ex-communiste, officiellement pour « empêcher l'opposition de droite de livrer le pays aux capitalistes étrangers et de le dépecer au profit des nationalistes hongrois ». Le terme est le plus souvent employé pour la troisième minériade, celle des 14 et 15 juin 1990 qui a fait le plus de victimes.

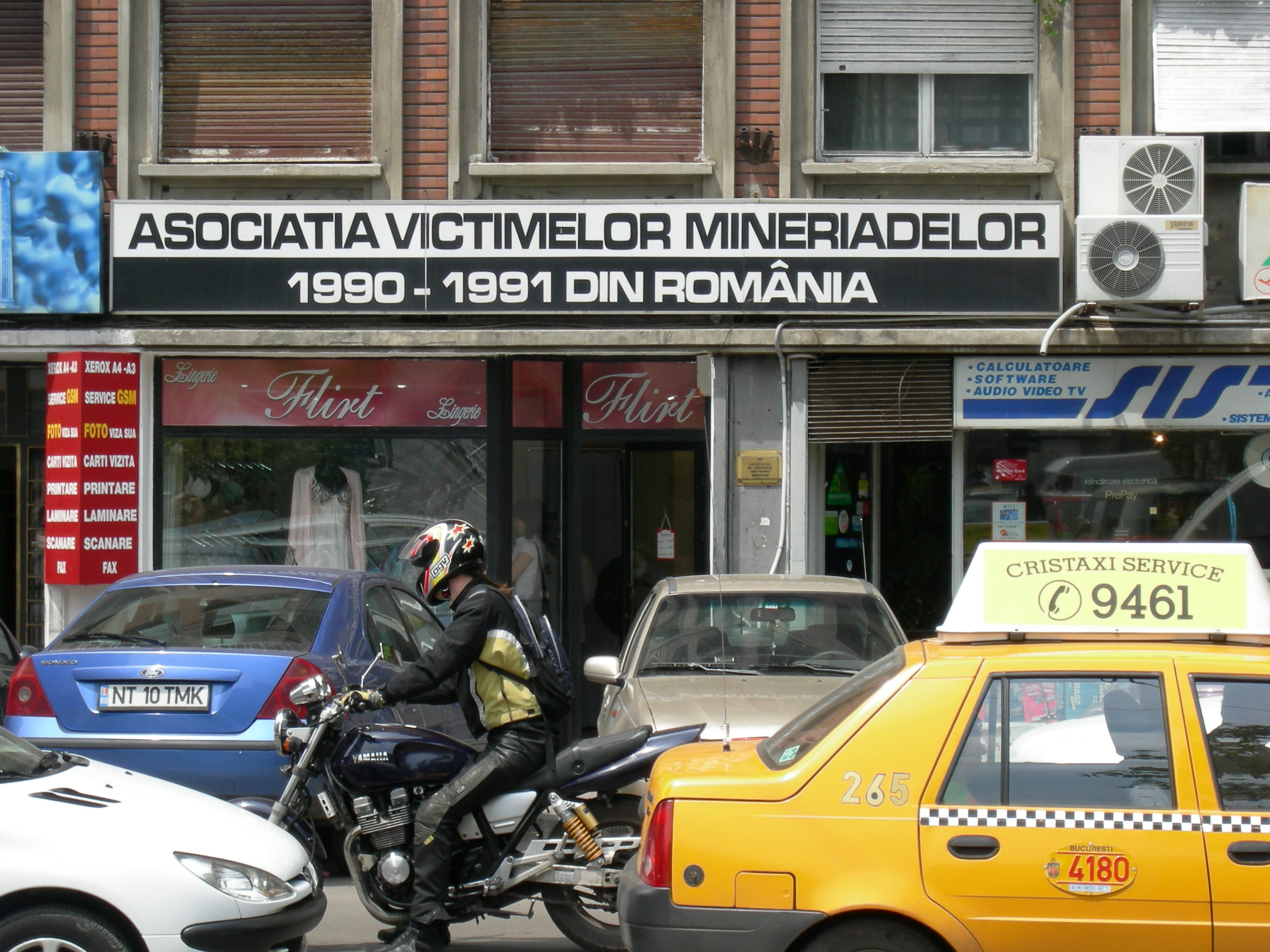
Association des victimes des minériades.

## Étymologie
La population a surnommé « minériades » les interventions des mineurs contre les manifestants dissidents et les étudiants, par allusion à l’Iliade et à un roman épique d'Ion Budai-Deleanu, la Tziganiade (relatant la dure vie des Roms au XVIIIe siècle). Ne manquant pas de répondant, le pouvoir post-communiste qualifia les manifestations de l'opposition de « golaniades » (le terme golan signifiant voyou en roumain).

## Dates
Les minériades ont été au nombre de six :
- janvier 1990 ;
- février 1990 ;
- juin 1990 ;
- septembre 1991 ;
- janvier 1999 ;
- février 1999.

Les minériades sont utilisées pour terroriser l'opposition, car beaucoup de personnes, la plupart des étudiants et des intellectuels, avaient été déçues par le premier gouvernement d'Ion Iliescu, principalement formé d'anciens communistes en voie de devenir oligarques, car il ne réformait que très lentement ou pas du tout le pays et parce que l'opposition n'avait aucune chance d'organiser une campagne efficace, tant que ces anciens communistes étaient encore au pouvoir. Le seul autre pays de l'ex-bloc soviétique dans une situation analogue était la Bulgarie, où le Parti socialiste bulgare a gagné les élections avec 52,7 % des suffrages.
La personne-clé entre le pouvoir, incarné par Ion Iliescu, et les mineurs eux-mêmes, était Miron Cozma, le responsable des syndicats de mineurs de la vallée du Jiu. Les syndicats, sous la dictature communiste, n'étaient que des courroies de transmission du pouvoir, obéissaient à la police politique et encadraient strictement les salariés, dont les avantages, les salaires et les sanctions dépendaient du bon vouloir des responsables syndicaux. Le Front de salut national (FSN), successeur du Parti communiste roumain (PCR) avait pris le contrôle de toutes ses structures, ressources et biens, et des syndicats libres n'étaient pas encore apparus.

## Minériade de janvier 1990

### 28 janvier
Malgré sa promesse de se dissoudre dès la victoire de la Révolution, le FSN dirigé par Ion Iliescu s'est transformé en parti politique de la nomenklatura. Une manifestation de l'opposition démarre alors sur la Place de la Victoire (Piața Victoriei), devant le siège du gouvernement, à l'appel des partis d'opposition qui venaient de se constituer : le Parti national libéral (PNL), le Parti national paysan chrétien-démocrate (PNȚCD), le Parti écologiste roumain et l'Union démocrate magyare de Roumanie (UDMR). Les manifestants brandissent des calicots sur lesquels ils ont écrit entre autres : « Nous ne voulons pas d'un néocommunisme », « Hier Ceaușescu, aujourd'hui Iliescu » ou « Arrêtez de mentir au peuple via les médias ». Certains des manifestants pénètrent dans le parvis du palais du gouvernement en criant « Démission ! ».
Iliescu donne alors aux responsables présents dans l'édifice l'ordre de commencer des pourparlers avec les manifestants, mais en même temps il appelle par la radio la population à « venir à Bucarest pour défendre la démocratie menacée » et organise une démonstration de force contre les manifestants en utilisant les syndicats. Sur l'ordre d'Iliescu, le travail dans les usines s'arrête, des bus sont réquisitionnés, et plusieurs centaines d'ouvriers choisis parmi les plus costauds et armés de barres de fer et d'outils contondants, auxquels on a raconté que « des intellectuels élitistes voulant vendre le pays aux capitalistes et le dépecer au bénéfice des extrémistes hongrois attaquaient le gouvernement en vue d'un coup d'État », déboulent sur la place en criant « Mort aux intellectuels ! ». Il n'y a aucune force de police présente et les gros bras des syndicats dispersent facilement les manifestants sans aucun mort et avec un nombre limité de blessés, mais les partis d'opposition appellent eux aussi le peuple à le rescousse pour le lendemain ; de plus, de nombreux ouvriers ont refusé de frapper, en réalisant qu'ils n'avaient pas affaire à des comploteurs mais à des citoyens comme eux.

### 29 janvier
Durant la nuit, plusieurs centaines de cars et quelques trains ont été mobilisés pour amener à Bucarest plus de 5 000 mineurs de la vallée du Jiu avec des pioches ou des pelles et qui, à l'arrivée, reçoivent en plus des barres de fer et des marteaux. Ils sont d'abord amenés aux sièges des partis d'opposition PNȚCD et PNL qu'ils dévastent. Opposé à ces méthodes, le no 2 du FSN, Petre Roman, alors Premier ministre, arrive dans un véhicule blindé militaire et exfiltre le président du PNȚCD, Corneliu Coposu, un homme fort âgé qui avait constamment défendu la démocratie contre toutes les dictatures successives de Roumanie, carliste, légionnaire, antonescienne et communiste, détenu et torturé durant des décennies pour cela, et que les mineurs manipulés traitaient à présent de « vermine », de « vendu » et de « fasciste ». Petre Roman est suivi par un cadreur qui filme toute la scène. Des étudiants, dont beaucoup avaient participé à la révolution roumaine de 1989 pour rétablir la démocratie, sont alors venus défendre les partis d'opposition et se sont fait tabasser par les mineurs, tout en tentant de leur expliquer qu'ils étaient manipulés, et en découvrant qu'on leur avait promis des primes pour leur virée dans la capitale. Des violences ont aussi eu lieu aux abords de la Gare du Nord où ce sont des marchands Roms qui ont été pris à partie.

## Minériade de février 1990
Moins d'un mois après la minériade de janvier, le 28 février, une autre manifestation d'opposition a lieu devant le siège du gouvernement. Au grand dépit des manifestants qui avaient insisté sur une non-violence absolue, des « casseurs » (que l'on pense stipendiés par la Securitate) réussissent à s'infiltrer dans la manifestation et jettent des pierres sur le palais du gouvernement. Cette fois la police anti-émeutes et l'armée sont là et répliquent en chargeant, le temps qu'arrivent à Bucarest les 4 000 mineurs partis le matin de la vallée du Jiu. Leurs « services » n'étaient plus nécessaires, mais Iliescu voulait faire savoir au pays qu'ils seraient là chaque fois que quelqu'un voudrait manifester contre le gouvernement.

## Minériade de juin 1990
Il y avait eu une grève de protestation et une grève de la faim collective avant le 20 mai, jour où le FSN d'Iliescu gagna largement les élections. Dès son élection à la présidence de la République, Ion Iliescu, se rappelant ce qu'il devait aux mineurs du Jiu, augmente leur salaire : ainsi un mineur débutant touche 8 000 leis, soit le triple du salaire moyen en Roumanie à cette époque. Aussitôt cela fait, les mineurs de la vallée du Jiu sont pour la troisième fois appelés par le pouvoir (désormais élu) de Bucarest pour mettre un terme aux manifestations d'opposition du 13 juin 1990. Comme les fois précédentes, Iliescu déclara qu'il fallait « sauver le régime démocratique assiégé » et « restaurer l'ordre et la démocratie » dans la capitale. Ces manifestations se déroulèrent sur la place de l'université de Bucarest pour exiger l'adoption du point no 8 de la proclamation de Timișoara, selon laquelle les apparatchiks et les membres de la nomenklatura devraient être empêchés d'exercer des fonctions officielles (invalidant ainsi l'élection d'Ion Iliescu). Cette troisième minériade est la plus importante : des dizaines de trains et des centaines de cars sont affrétés par l'armée pour envoyer près de dix mille mineurs armés de pioches et de couteaux effectuer une véritable chasse à l'homme pour « nettoyer Bucarest de la vermine ».
Les mineurs ne s’arrêtent pas au « nettoyage » de la place de l'Université : certains manifestants sont suivis et tabassés jusque dans leurs appartements, et les sièges des partis politiques et des journaux hostiles au nouveau pouvoir (la presse libre commençait à se mettre en place) sont à nouveau saccagés et pillés.
Les statistiques officielles indiquent que durant cette troisième minériade, il y eut six morts, six femmes violées et 746 personnes blessées parmi les manifestants. Cependant, certaines ONG rapportèrent qu'au moins une cinquantaine de personnes furent tuées. Le journal România Liberă indiqua que le 29 juin 1990 plus de 40 corps furent enterrés dans une fosse commune à Străulești, à côté de Bucarest. La minériade de juin 1990 est connue comme un événement organisé, non spontané, impliquant le Président Iliescu et d'anciens policiers politiques de la dictature, et payée par les fonds spéciaux du gouvernement.

## Minériade de septembre 1991
La quatrième minériade a lieu le 24 septembre, pour faire tomber le gouvernement, jugé trop réformiste par la nomenklatura, présidé par Petre Roman, accusé de mépriser la classe ouvrière.
Les mineurs occupent d'abord la mairie de Petroșani où Miron Cozma les rassemble : ils vont ensuite à la gare où ils s'emparent d'un train. Plusieurs centaines de mineurs arrivent au palais du gouvernement où Petre Roman refuse de les recevoir sous la contrainte, de sorte qu'ils attaquent les gardes républicains qui se replient dans leurs quartiers. Les mineurs prennent le contrôle du bâtiment, saccagent des bureaux et le gouvernement démissionne le lendemain à la demande d'Iliescu qui les reçoit au Parlement où certains d'entre eux réclament aussi sa démission. Iliescu promet des augmentations à Miron Cozma et les mineurs quittent Bucarest également par train. Cette quatrième minériade a fait 3 morts et 455 blessés.

## Minériade de janvier 1999
Huit ans après avoir servi les post-communistes contre l'opposition démocratique, les mineurs peuvent apprécier les résultats : réduction des subventions de l'État à leur activité, « dégraissages » successifs et privatisation au profit des oligarques issus de la nomenklatura. De plus en plus les mines réduisent leur production et ferment. S'estimant trahis par les politiciens, d'autant que depuis trois ans Ion Iliescu avait laissé le pouvoir à son adversaire Emil Constantinescu, les mineurs partent à nouveau pour Bucarest en cars, contournent la barricade installée par les gendarmes à Costești et tendant une embuscade aux gendarmes de Râmnicu Vâlcea où ils séquestrent le préfet du județ de Vâlcea. À nouveau des négociations entre le Premier ministre Radu Vasile et Miron Cozma, menées au Monastère de Cozia sous l'égide de l'église, débouchent sur quelques avantages financiers et le retour des mineurs, dont certains commencent à accuser Cozma de s'enrichir à leurs dépens.

## Suites
Le 14 février 1999, Miron Cozma, leader des mineurs en 1990, fut reconnu coupable des minériades de 1991 et condamné à 18 ans de prison. Les mineurs menés par Cozma partirent pour Bucarest et furent stoppés par la police à Stoenești, județ d'Olt. Dans la bagarre, 100 policiers et 70 mineurs furent blessés et un mineur mourut. Cozma fut arrêté et envoyé à la prison de Rahova.
Ion Iliescu gracia Cozma le 15 décembre 2004, quelques jours avant le terme de son mandat, mais révoqua sa propre décision deux jours après, devant les protestations des Roumains, des médias internationaux et de politiciens étrangers.
Cependant Cozma attaqua devant la Cour suprême ce retrait de la grâce présidentielle et le 14 juin 2005, il fut libéré sur décision de la Cour de Justice de Craiova. Beaucoup de gens virent avec une ironie teintée d'amertume, la libération le jour de la date anniversaire des violences commises 15 ans plus tôt par les mineurs, jour où le pays pleurait les morts des minériades de 1990 et de celles qui suivirent.
Le 28 septembre 2005, Miron Cozma fut condamné par la Haute cour de cassation et de justice de Roumanie à passer 10 ans en prison pour la minériade de janvier 1999. Cependant toutes les sentences furent cumulées, aussi en juin 2006, il n'avait plus que 13 mois supplémentaires de prison à effectuer. Sa demande pour être libéré sur parole fut rejetée le 2 juin 2006.